# Laktacidóza
Laktacidóza (též laktoacidóza) je stav způsobovaný nahromaděním kyseliny mléčné v těle. Vede k překyselení krve (acidóze) a považuje se za samostatnou formu metabolické acidózy. Hypoxie a hypoperfuze tkáně nutí buňky štěpit glukózu anaerobně. To vede k tvorbě kyseliny mléčné. Proto je zvýšená hladina kyseliny mléčné, společně s klinickými znaky a symptomy, indikací hypoxie, hypoperfuze a možného poškození tkáně. Laktacidóza je charakterizována úrovní laktátu nad 5 mmol/l a pH séra pod 7,35.

## Patofyziologie
Mnoho buněk v těle za normálních okolností spaluje glukózu na vodu a oxid uhličitý. Tento proces je dvoufázový. Nejdřív se glukóza rozštěpí na kyselinu pyrohroznovou (pyruvát), čemuž se říká glykolýza. Potom mitochondrie v rámci Krebsova cyklu oxidují kyslíkem pyruvát na vodu a oxid uhličitý. Je-li v krvi nedostatek kyslíku, mitochondrie nemohou spalovat všechen pyruvát vytvořený glykolýzou a ten se hromadí v buňce. Buňka toto hromadění netoleruje, přeměňuje pyruvát na laktát a ten vypouští do krve, čímž způsobuje laktacidózu.
Při vzácném vrozeném onemocnění mají děti sklon k laktacidóze, protože jejich mitochondrie nepracují správně. Potřebuje-li jejich tělo vydat více energie než obvykle, například při sportu nebo při nemoci, spalují více glukózy a tvoří více kyseliny pyrohroznové. Protože ale jejich mitochondrie jsou pomalé, pyruvát nepřevádějí na vodu a oxid uhličitý dostatečně rychle. Ten se proto akumuluje a jeho nadbytek je transformován na kyselinu mléčnou, která se šíří do těla a způsobuje laktacidózu.
Znakem laktacidózy je hluboké a rychlé dýchání, zvracení a bolest břicha. Laktacidóza může být způsobena diabetickou ketoacidózou, onemocněním jater nebo ledvin, stejně jako některými léky (nejvýznamněji antidiabetikem fenforminem). U některých léků proti HIV (antiretrovirů) je uvedeno varování, že je třeba sledovat, zda se neobjeví symptomy laktacidózy způsobené mitochondriální toxicitou.

## Klasifikace
Cohen-Woodova klasifikace kategorizuje příčiny laktacidózy takto:
- Typ A: Snížená perfuze nebo oxygenace
- Typ B:
  - B1: Základní onemocnění (někdy způsobuje typ A)
  - B2: Medikace nebo intoxikace
  - B3: Vrozená porucha metabolismu

## Příčiny
Existuje více různých příčin laktacidózy. Patří mezi ně:
- genetické dispozice
  - MELAS (progresivní vrozená mitochondriální encefalomyopatie)
  - porucha ukládání glykogenu
  - deficit 1,6-difosfatázy fruktózy
  - deficit pyruvátdehydrogenázy
- intoxikace
  - fenformin[5]
  - metformin[6]
  - isoniazid
  - inhibitory nukleosidové reverzní transkriptázy
- ostatní příčiny
  - hypoxie a hypoperfuze
  - hemorrhagie
  - otrava ethanolem
  - sepse
  - šok
  - jaterní onemocnění
  - diabetická ketoacidóza
  - svalová námaha
  - regionální hypoperfuze (střevní ischemie…)
  - nehodgkinův lymfom, Burkittův lymfom

## Související stavy
Laktacidóza je základním procesem posmrtné ztuhlosti. Svalová tkáň zemřelého se v nepřítomnosti kyslíku uchyluje k anaerobnímu metabolismu a do tkáně se uvolňuje významné množství kyseliny mléčné. To společně se ztrátou adenosin trifosfátu způsobuje, že svaly tuhnou.
Laktacidóza může být také výsledkem deficitu vitaminu B1 (thiaminu).

## Zvířata
Plazi, kteří při silných pohybech spoléhají primárně na anaerobní způsob získávání energie, mohou být na laktacidózu zvláště náchylní. Konkrétně při lovu velkých krokodýlů tato zvířata často tvoří taková množství laktátu, že to významně mění pH jejich krve, což jim mnohdy brání reagovat na podněty a pohybovat se. Byly zaznamenány případy, kdy zvlášť velcí krokodýli, kteří kladli extrémní odpor proti jejich ulovení, později zemřeli v důsledku narušení rovnováhy pH jejich krve.